# Petr Ginz
Petr Ginz (1. února 1928 Praha – 29. září 1944 Auschwitz-Birkenau) byl chlapec částečně židovského původu, autor a kreslíř, který byl v roce 1942 internován v Terezínském ghettu, kde se proslavil tvorbou časopisu Vedem.

## Biografie

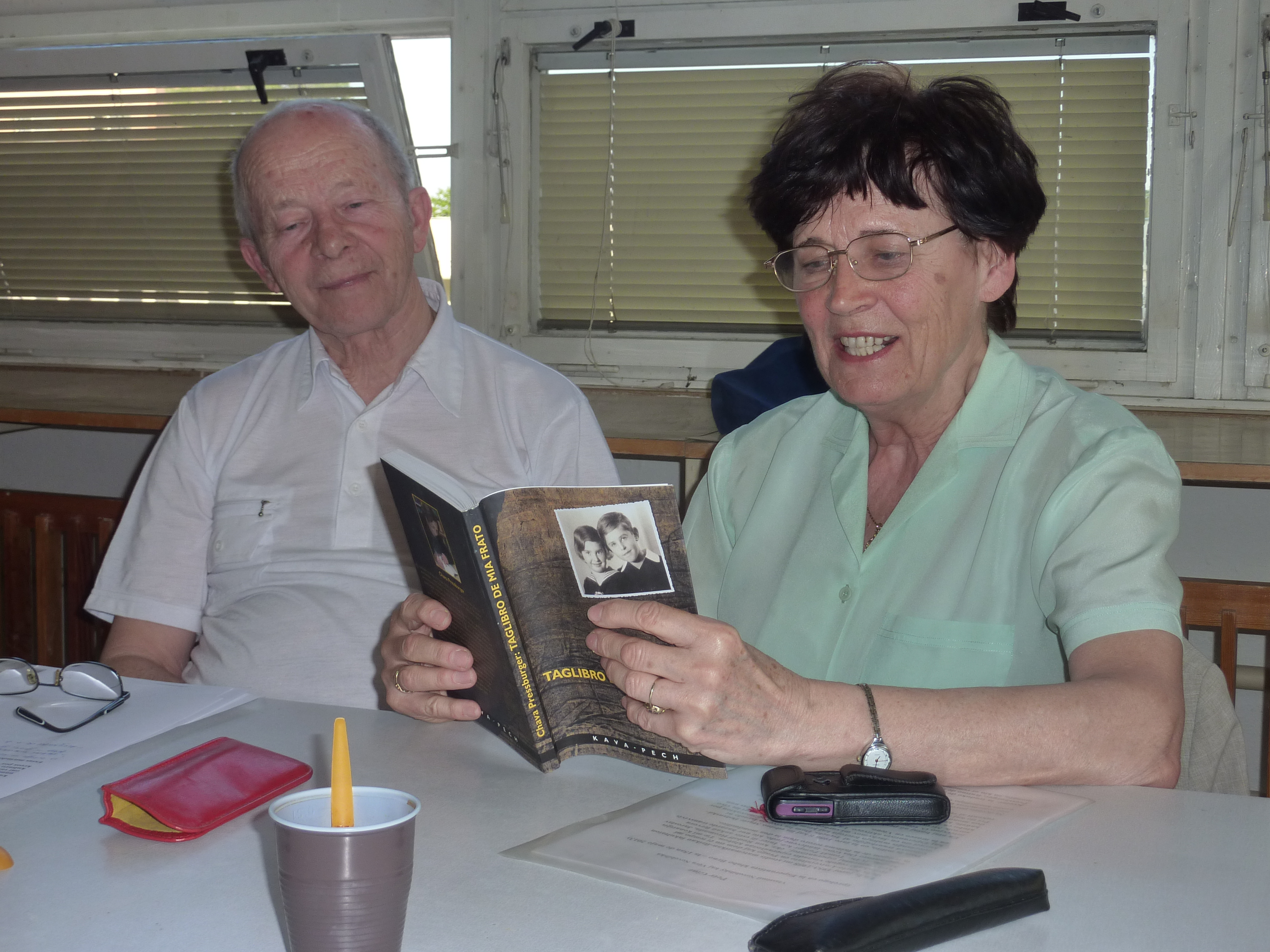
Věra a Vlastimil Novobilští předčítají ze svého esperantského překladu deníku Petra Ginze v klubu esperantistů v Brně (2013).

Petr byl synem Oty Ginze, úředníka a významného esperantisty žijícího v Praze, a Marie Ginzové, rozené Dolanské, české ženy s nežidovskými předky, se kterou se Ota Ginz seznámil na jednom z esperantských kongresů. Podle tehdejších protižidovských zákonů a nařízení děti ze smíšených manželství, tj. žid/árijka nebo naopak, musely být umístěny do ghetta nebo pracovních táborů (jako Bystřice u Benešova či Postoloprty) již ve 14 letech, zatímco jejich rodiče zůstávali paradoxně "na svobodě".
Již od nízkého věku byl Petr velmi aktivní a kultivovaný chlapec. Např. ještě v době německé okupace než byl deportován (ve věku 12–13 let) napsal vlastní román ("Návštěva z pravěku") ve stylu Julese Verna, který si sám ilustroval. Zajímal se o umění i vědu – horlivě se snažil studovat i v terezínských podmínkách. Od narození používal kromě češtiny jako rodnou řeč i esperanto.
Do Terezína byl transportován jedním 22. října 1942. V terezínském ghettu se dostal na Domov č. 1 („Jednička“, budova L417), kam byli (zásluhou vychovatele Waltra Eisingera aj.) umisťováni nejnadanější chlapci z ghetta. Stal se jednou z nejvýraznějších postav tohoto Domova. Založil a redigoval ten nejlepší z dětských časopisů ve vznikajícím ghettu – Vedem.
Z textů, které zůstaly po Petrovi Ginzovi zachovány, i z výpovědí jeho přeživších kamarádů si lze učinit představu o šíři jeho zájmů, schopnostech i povaze. Zajímal se o literaturu, historii, malířství, zeměpis, filozofii, sociologii, ale také o technické obory. Měl smysl pro humor, a přitom odpovědnost, byl šikovný a obětavý. Jeho kamarád (a spolutvůrce Vedem) Kurt Kotouč vzpomínal po letech, jak usilovně na časopise pracoval, jak od nespolehlivých mladých přispěvatelů mnohdy těžce vymáhal články (hádal se, apeloval na jejich svědomí, někdy prý dokonce vyměňoval budoucí příspěvek za obsah balíčku, které dostával z domova od rodičů) a občas popsal celé číslo sám pod různými šiframi, aby zachránil situaci. Jen díky němu vycházel Vedem každý pátek celé dva roky.
Petr Ginz jel po nemoci na podzim 1944 jedním z posledních transportů do Osvětimi-Březinky. Tam byl podle očitého svědectví na osvětimské rampě přidělen ke skupině určené do plynových komor.

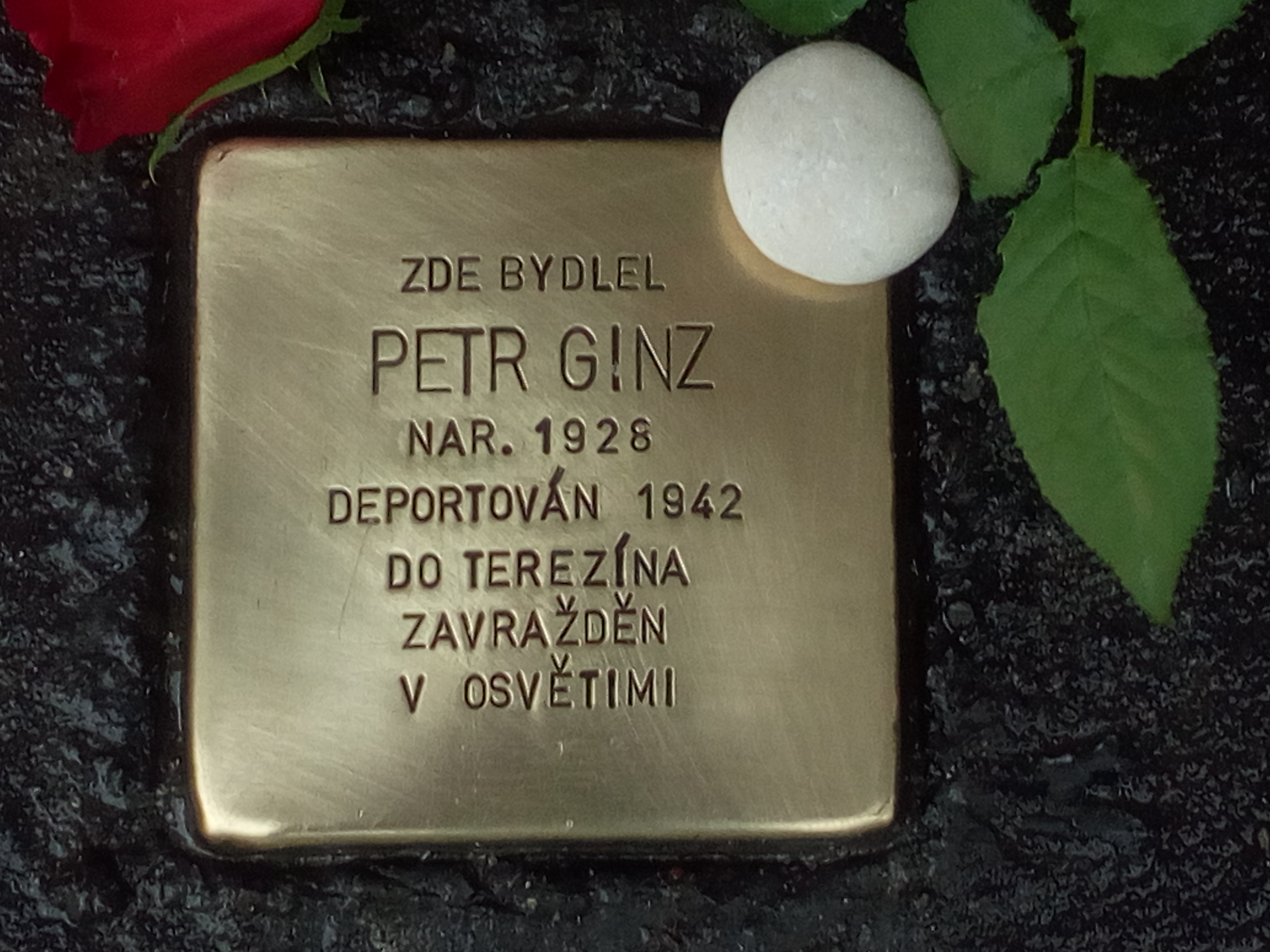
Kámen zmizelých věnovaný Petru Ginzovi – Stárkova ulice, Praha

Před přesunem do Terezína, v letech 1941–1942 si vedl deník, později vydaný knižně jeho sestrou Evou (vdanou Chavou Pressburger) jako „Deník mého bratra“.

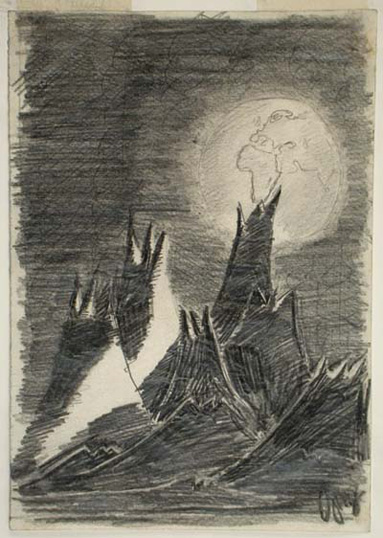
Ginzova kresba Měsíční krajina

Dne 16. ledna 2003 vylétl do vesmíru na palubě amerického raketoplánu Columbia první izraelský kosmonaut Ilan Ramon. Vzal s sebou do kosmu kopii Petrovy kresby Měsíční krajina z r. 1942. Raketoplán při zpáteční cestě na Zemi shořel v atmosféře. Tragédie, kterou žádný člen posádky nepřežil, se odehrála 1. února 2003 – v den Petrových narozenin.
V roce 2011 natočili američtí dokumentaristé Sandra Dickson a Churchill Roberts film Poslední let Petra Ginze, který byl uveden také v českých kinech. Evropská premiéra proběhla 21. března 2012 v rámci akce Lucerna proti rasismu, distribuční premiéru měl film 10. května 2012.
V roce 2014 vyšla první monografie o Petru Ginzovi – Princ se žlutou hvězdou, jejímž autorem je český pedagog a spisovatel František Tichý. Kniha získala v roce vydání cenu Zlatá stuha, která je udělována nejlepších českým knihám pro děti a mládež.
V roce 2018 opět vylétla reprodukce kresby Měsíční krajina do vesmíru, tentokrát na Mezinárodní kosmickou stanici díky astronautovi Andrewu Feustelovi v Expedici 55.
Dne 18. ledna 2005 byla vydána česká poštovní známka s obrazem Měsíční krajina a portrétem Petera Ginze s hodnotou 31 Kč.

## Vedem
Časopis byl založen krátce po jeho příjezdu do Terezína v roce 1942. Mimo Ginze se na něm podílelo více chlapců z „Domova č. 1“, v němž se vychovateli Valtru Eisingerovi podařilo soustředit jakousi elitu terezínských chlapců-vězňů (Domov si zřídil dokonce vlastní samosprávu: „Republika ŠKID“).
Petr Ginz se stal šéfredaktorem Vedem a také hlavním přispěvatelem. Považoval vydávání časopisu za otázku prestiže, takže každý týden v pátek vycházelo jedno číslo. Všechny příspěvky přepisoval Petr Ginz sám (někdy pomáhal Kurt Kotouč).
Petr Ginz do Vedem přispíval nejčastěji pod šifrou „nz“ nebo označením "Akademie" (jako "Akademie" se ale podepisovalo několik chlapců), někdy si ale vymýšlel další šifry a pseudonymy.
Většinu svých zápisků a kreseb předal před transportem do Osvětimi své o dva roky mladší sestře Evě (nyní Chava Pressburgerová), díky níž se většina dochovala do současnosti.

## Zajímavost
Jménem „Petr Ginz“ byl v jízdním řádu 2016/2017 nazván jeden pár rychlíků č. 684/685, jedoucích v odpoledních hodinách v trase Praha Masarykovo nádraží – Děčín hlavní nádraží a zpět. Podle jízdního řádu 2017/2018 jezdí rychlík v trase Praha hlavní nádraží/Praha-Holešovice – Děčín hlavní nádraží a zpět. Podle jízdního řádu 2018/2019 jezdí na trase Kadaň-Prunéřov/Praha hl. n.

## Galerie

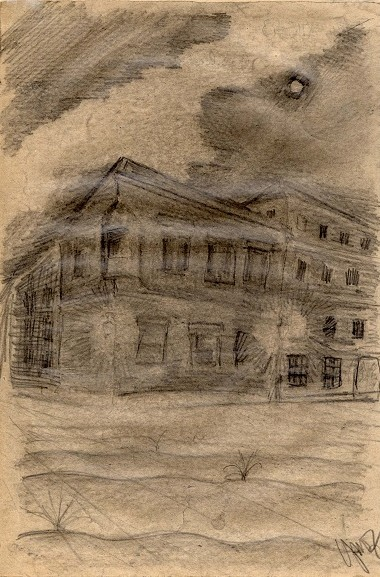
Praha v noci (1943), tužka na papíře
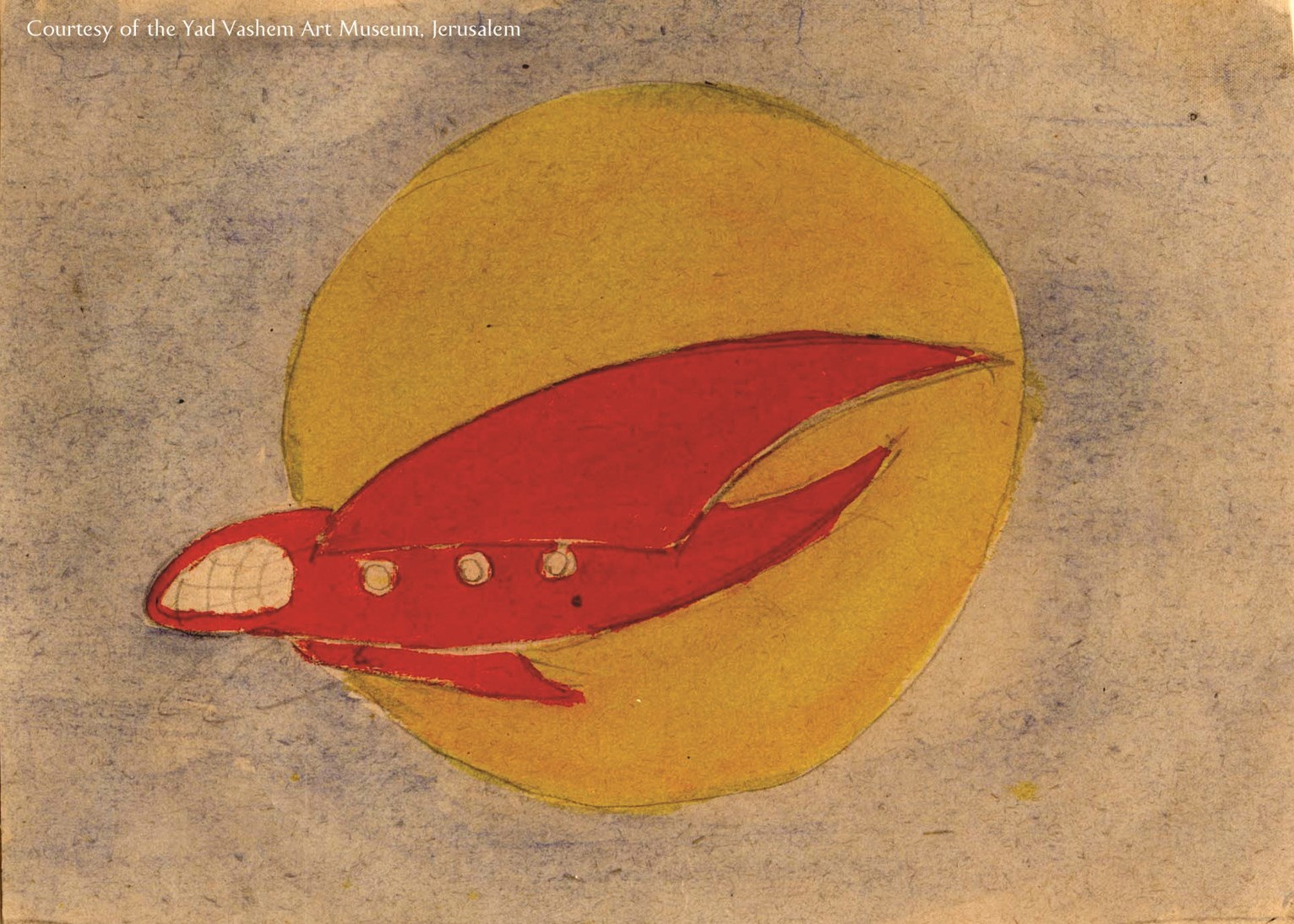
Poslední let
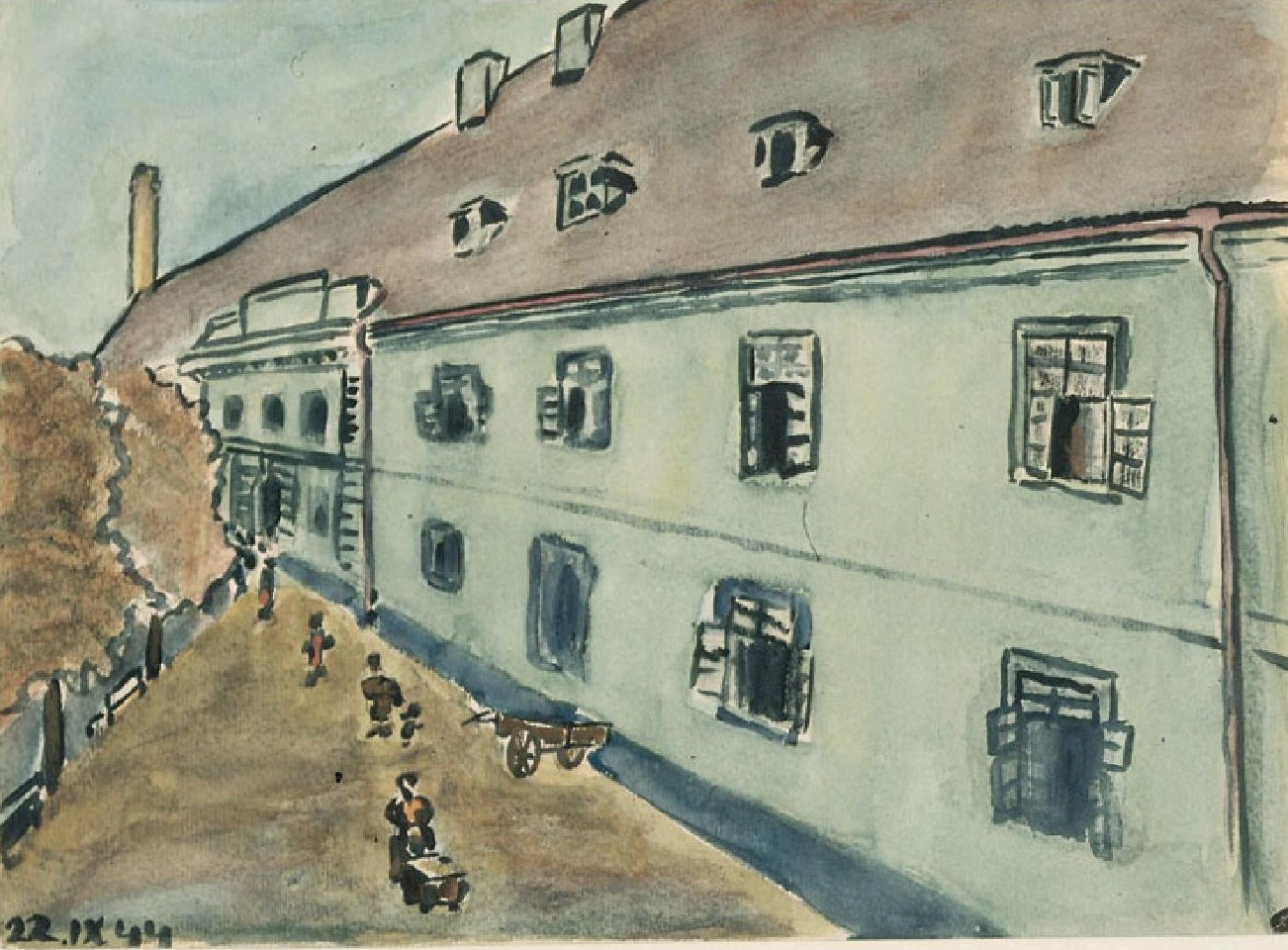
Ulice v Terezíně (1944), akvarel, inkoust a tužka na papíře
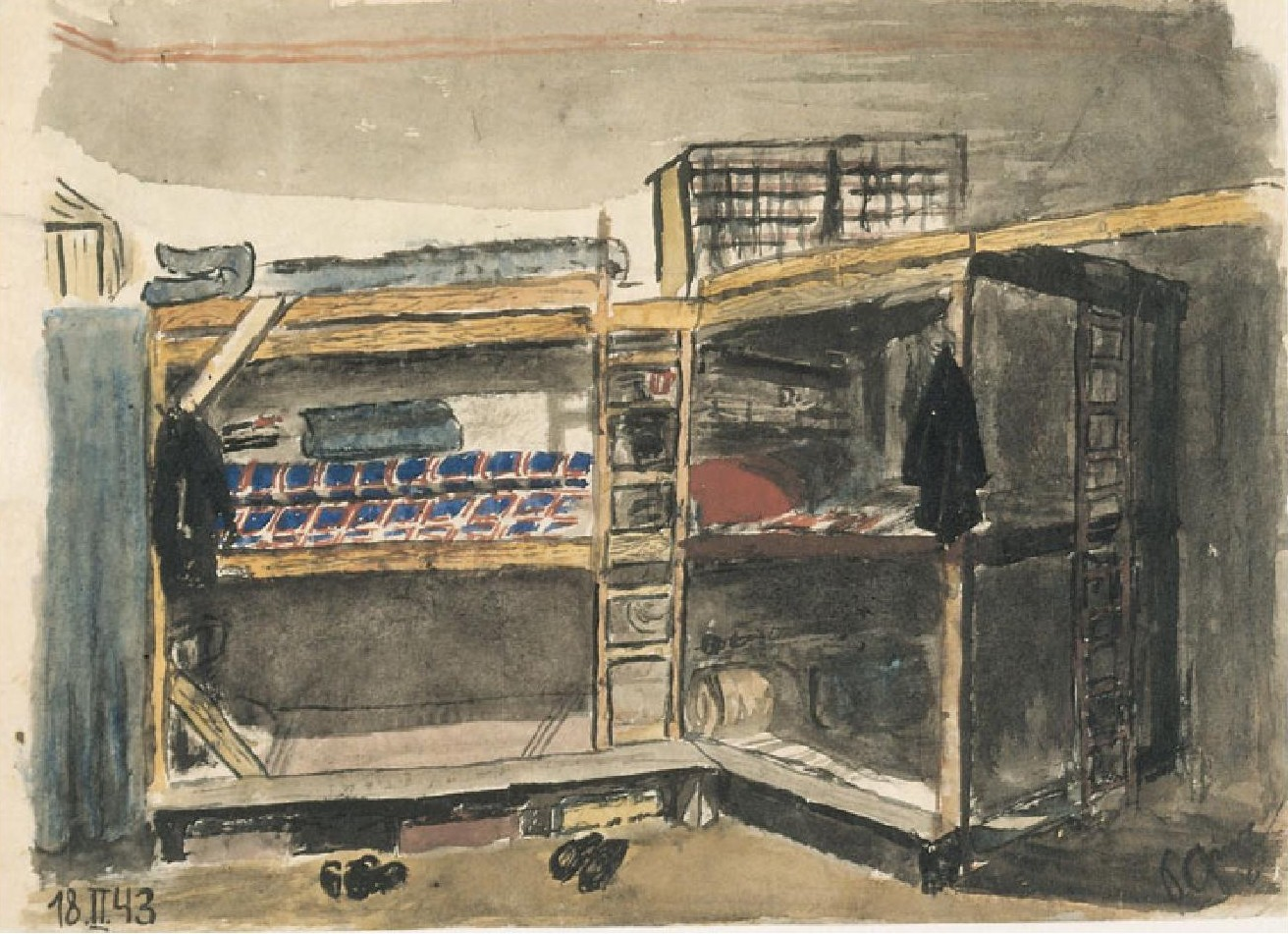
Interiér obytných místností v Terezínském ghettu (1943)
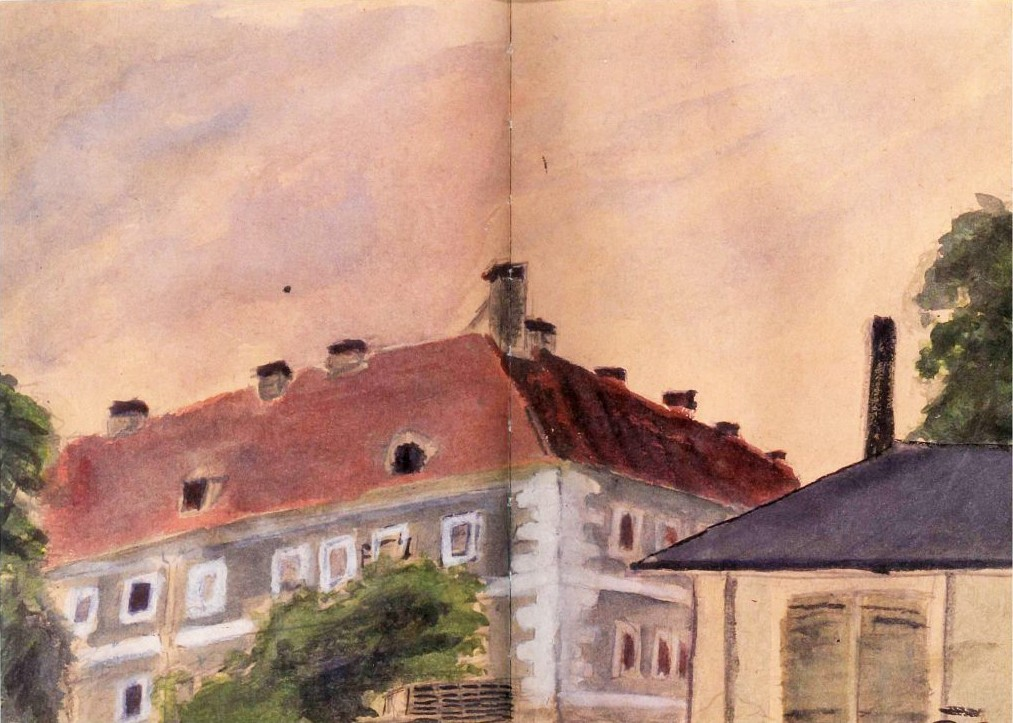
Pohled na Hamburské kasárny v Terezíně
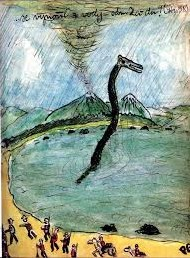
Návštěva z pravěku
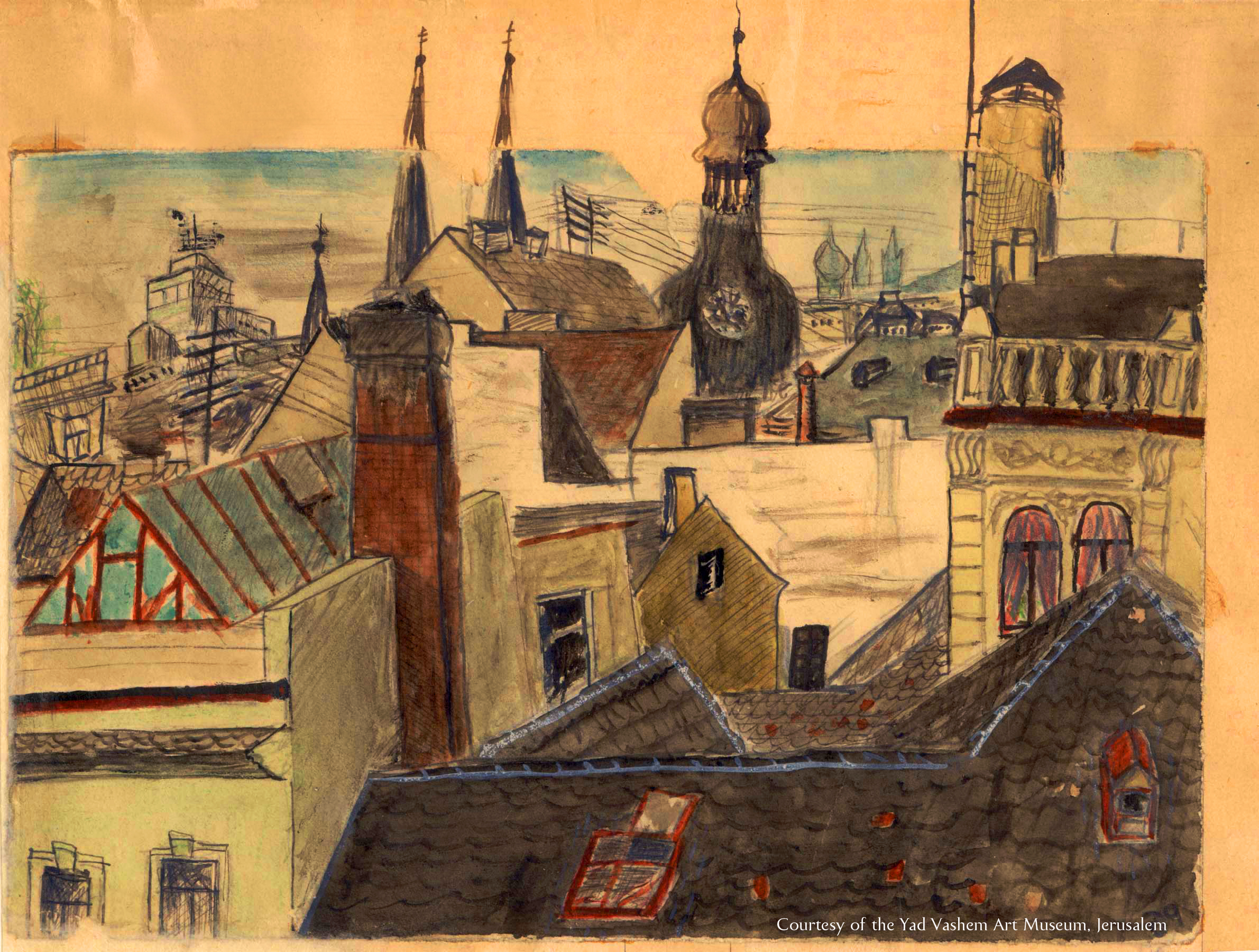
Obrázek města
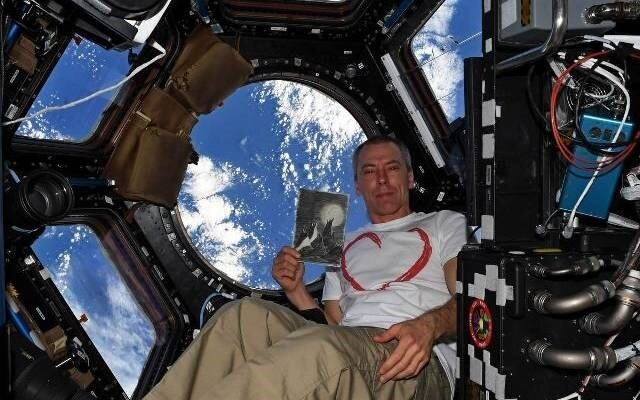
Andrew Feustel